# Таболова, Ирина Алексеевна
Ири́на Алексе́евна Табо́лова (р. 15 января 1946, Пестово, Новгородская область, Россия) — российский тележурналист, общественный деятель, генеральный директор Кавказского центра стратегических коммуникаций «Иринформ», заслуженный работник культуры Российской Федерации, заслуженный журналист Республики Северная Осетия — Алания, заслуженный журналист Республики Южная Осетия, лауреат Премии Комитета защиты мира, лауреат премии Союза журналистов Республики Северная Осетия — Алания.

## Биография
В 1967 году окончила факультет иностранных языков Новгородского педагогического института в Великом Новгороде и в 1972 — факультет комсомольской работы Высшей комсомольской школы (Московский гуманитарный университет) в Москве.
С 1973 по 1992 годы: корреспондент программы «Последних известий» Северо-Осетинского радио, редактор регионального радиожурнала «Зори Кавказа», старший редактор, с 1979 — главный редактор редакции по подготовке передач для Центрального Телевидения и Всесоюзного Радио Северо-Осетинского государственного комитета по телевидению и радиовещанию. В 1992 году назначена директором-главным редактором Государственного информационного агентства «Иринформ» при Совете Министров Северо-Осетинской АССР.
В 1989—1992 вела репортажи из зоны грузино-осетинского, а осенью 1992 — ингушско-осетинского вооруженных конфликтов.
С 2002 по 2008 годы — заведующая кафедрой радио и телевидения факультета журналистики Северо-Осетинского государственного университета.
Основатель творческой студии, в которой проходят практику и стажировку студенты факультета журналистики Северо-Осетинского государственного университета.
В 1998 году приняла решение уйти с телеэкрана.

## Награды
Знаки отличия: «Отличник погранвойск» II степени, «За заслуги в пограничной службе» I степени, «За отличную службу в МВД».
Медали: «В память 850-летия Москвы», «За доблестный труд», «Во славу Осетии», «Защитнику Отечества», «За службу на страже мира в Южной Осетии», знак-медаль «За жертвенное служение».

## Семья
Супруг — Солтанбек Таболов, политический и общественный деятель (погиб в 1993 г.). Сын Сергей Таболов — политик. Дочь Тамара Таболова — общественный деятель, политолог, журналист.